# Ignorance Never Dies
Ignorance Never Dies è il secondo album del gruppo musicale britannico di genere hardcore punk dei Your Demise, pubblicato il 20 aprile 2009 nel Regno Unito e nel resto d'Europa dall'etichetta discografica Visible Noise Records.

## Tracce
1. Ignorance Never Dies
2. Burnt Tongues
3. Nothing Left But Regret
4. Antipode
5. Hypochondriac
6. Dreaming of Believing
7. TF
8. Unknown Dub
9. The Clocks Aren't Ticking Backwards
10. Feels Like There's Something Dark Inside
11. All I Never Want to Be
12. Great Shape
13. Black Veins
14. Blood Ran Cold

## Formazione
- George Noble - voce
- Daniel Osbourne - chitarra
- Stuart Paice - chitarra
- James Sampson - basso
- James Tailbee - batteria